# Битва при Эгатских островах
Битва при Эгатских островах — морское сражение между карфагенским и римским флотом, произошедшее 10 марта 241 года до н. э. Это последнее и решающее сражение в ходе 23-летней Первой Пунической войны, после чего Карфаген был вынужден подписать мир на условиях, продиктованных Римом.

## Предыстория

Удерживаемые Карфагеном города на западе Сицилии в 248–241 гг. до н. э. (желтый цвет); территория, контролируемая римлянами (розовый цвет); владения Сиракуз (зеленый цвет)

К 241 году до н. э. Первая Пуническая война зашла в тупик - римляне почти полностью вытеснили карфагенян из Сицилии, но не смогли захватить удерживаемые карфагенянами Лилибей и несколько крепостей на западном побережье острова, несмотря на длительную осаду. Эти сильно укрепленные крепости было трудно взять с суши, а снабжались они с моря, на котором господствовали карфагенские корабли. Кроме того, для римлян большую проблему представляли внезапные нападения карфагенских кораблей на берега Италии и Сицилии, наносившие значительный ущерб римлянам и их союзникам. Таким образом, для окончательной победы в войне Риму требовалось сильный военный флот, который мог бы прервать снабжение карфагенских крепостей на Сицилии и тем самым заставить их сдаться. 
Однако после тяжёлых поражений, понесенных в битве при Дрепанах и при Лилибее, римляне на некоторое время забросили морские силы. Придя в себя и проанализировав причины поражений, они осознали, что ключ к победе в войне находится на море и у них нет другого выхода кроме создания нового флота. Так как римская казна была полностью истощена, средства для его постройки были собраны по добровольно-принудительной подписке среди римских богачей. С их стороны это не являлось особой благотворительностью, поскольку в случае победы Римская республика  обязалась вернуть им их вложения за счёт контрибуции, наложенной на побежденного противника.  Но в случае поражения в войне они должны были потерять все деньги, вложенные в строительства кораблей.
Полибий писал об этом:
То, что римлян наибольше побуждало к войне, был воинственный дух их. Средств для осуществления плана в государственной казне не было; но они были добыты благодаря великодушию и любви к отечеству правителей государства. По мере своих средств каждый гражданин сам по себе или вдвоем и втроем с другими обязывался доставить оснащенное пятипалубное судно, причем издержки на это только в случае счастливого исхода предприятия должны были быть возмещены казною. Всеобщая история, книга I, глава 59, 6,7

На собранные таким образом частные средства римляне построили 200 быстроходных пентер по образцу корабля Ганнибала Родосского и «пентеры» Ганнона Великого, попавшей им в руки там же в 249 году до н.э. Римские богачи также предоставили определённое количество рабов для службы на кораблях в качестве гребцов. Обычно таким рабам в награду за верную службу на корабле через несколько лет предоставлялась свобода. Таким образом Риму удалось создать новый флот в составе 300 военных и 700 транспортных кораблей, всего около тысячи судов. Новые римские военные корабли строились без абордажных воронов, которые дали Риму возможность одержать победы в битве при Милах и ряде других морских сражений, но имели крупные недостатки - римляне почти полностью потеряли два своих флота в штормах 255 до н. э. и 249 до н. э., как многие считают, в значительной степени по причине неустойчивости судов, вызванной этими устройствами. Поэтому новый римский военный флот создавался в расчете на использование подводного тарана, для чего корабли для него строились как можно более прочными и быстроходными. В свою очередь, это требовало укомплектовать их хорошо подготовленными экипажами.
С этой армией в начале лета 242 года до. н. э. римский консул Гай Лутаций Катул отправился в Сицилию. Внезапно появившись у Дрепана, он захватил порт и территорию вокруг этого города, тем самым поставив его в полную осаду. Но он понимал, что судьба войны должна решиться в морской битве, которая должна была произойти, когда карфагеняне пошлют свой флот на выручку к своим гарнизонам, осажденным на острове. В предыдущий период войны карфагеняне много раз наносили поражения римлянам на море благодаря прекрасной выучке своих моряков. Поэтому Катул, отлично  осознавая значение подготовки экипажей для победы в будущем морском сражении, ежедневно тренировал их в управлении и маневрировании кораблями. Чтобы у экипажей, особенно у гребцов, было достаточно сил для ежедневных тренировок и будущего боя, римский адмирал обеспечил своим морякам самое лучшее  питание.  
Карфагеняне, поражённые известием о появлении нового римского флота, поспешно собрали все суда, какие только смогли, чтобы снабдить припасами Гамилькара Барку, осаждённые Дрепан и Лилибей, которые очень скоро начали ощущать недостаток во всём необходимом.
К этому времени карфагеняне также исчерпали свои финансовые ресурсы, свидетельством чему является просьба Карфагена к птолемеевскому Египту о займе в 2 тысячи талантов ( в чем было отказано ). Поэтому Карфаген не имел возможности нанять новых моряков и гребцов. Тем не менее к началу 241 года до н. э. карфагеняне все же смогли собрать около 250 судов, из которых, впрочем, часть являлась не военными, а купеческими кораблями. При этом офицеров, солдат и гребцов для работы на вёслах не хватало, поэтому карфагенянам не оставалось ничего другого, как посадить на суда совершенно не обученных людей из числа мобилизованных граждан и рабов. Затем на все корабли, в том числе военные, было погружено, сколько было возможно, всяких припасов. С этим флотом в начале марта 241 года до н. э. флот под командованием Ганнона вышел в море из Карфагена.

## Сражение
[[File:Carthaginian naval ram.jpg|thumb|upright=0.6|alt=A large, worked block of bronze|{{center|Карфагенский бронзовый морской таран с мольбой к богу Ваалу, поднятый археологами из-под воды с места битвы при Эгатских островах. На нем видны следы повреждений в виде V-образных царапин, предположительно в результате встречного удара с римским тараном]]

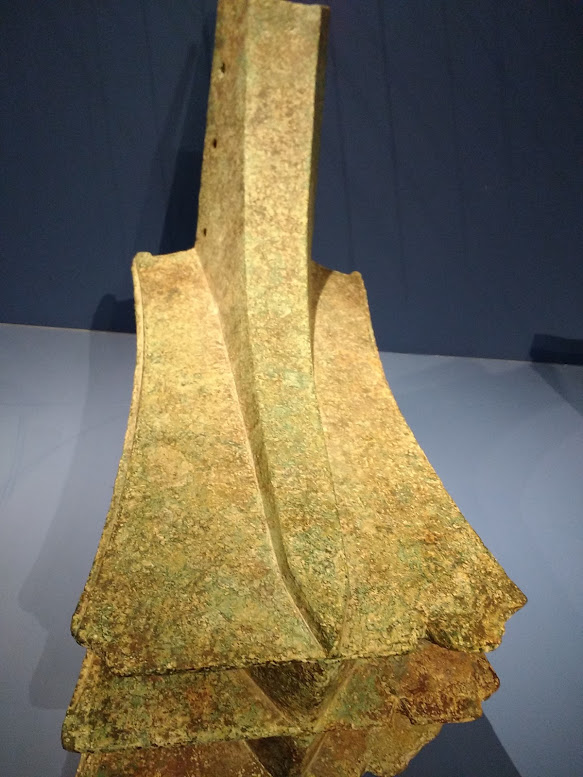
center|Карфагенский бронзовый морской таран с мольбой к богу Ваалу, поднятый археологами из-под воды с места битвы при Эгатских островах. На нем видны следы повреждений в виде V-образных царапин, предположительно в результате встречного удара с римским тараном

Ганнон осознавал слабость своего флота, укомплектованного в основном новобранцами, обычными карфагенскими гражданами, не привыкшими к войне. Поэтому он предполагал сперва идти в Дрепан, выгрузить там с военных кораблей запасы и проскользнуть к Эриксу, взять на борт Гамилькара Барку с его опытными солдатами и затем уже с ними на борту атаковать римский блокадный флот у Лилибея.
Предварительно Ганнон зашёл в Гиеру, самый западный из Эгатских островов, чтобы выждать благоприятного ветра. Вероятно, он предполагал использовать эффект внезапности и при западном ветре прорваться в Лилибей, который находился от Гиеры на расстоянии всего лишь 45 километров. В случае успеха это было бы повторением успешного прорыва карфагенских кораблей в Лилибей несколькими годами ранее. Однако Катул либо предвидел действия противника, либо своевременно узнал о выступлении Ганнона и собрал весь свой флот у острова Эгузы, посадив на него лучших солдат. В то время как показались карфагеняне, дул благоприятный для них свежий западный бриз, который вызвал настолько сильное волнение на море, что у Катула возникло сомнение в возможности сражаться при таких условиях. Однако, основываясь на полученных сведениях о плохом состоянии неприятельского флота, он всё-таки решился на бой. Он посчитал, что, несмотря на неблагоприятный для римских кораблей ветер, для римского флота риск поражения будет меньше, если он будет сражаться с тяжело нагруженными, а значит, медленными карфагенскими кораблями без опытных воинов на борту, чем если он позволит кораблям противника пройти в осажденный город, выгрузить провиант, принять на борт закаленных во многих сражениях пехотинцев и дать сражение римскому флоту. К тому же, выйдя в море, он убедился, что благодаря усиленным упражнениям командиры судов могли отлично держать их в руках и действовать в бою. Чтобы максимально облегчить свои корабли и сделать их как можно более быстрыми, Катул приказал снять с них мачты, паруса и прочее ненужное в бою снаряжение. Он выстроил флот в линию между Эгузой (ныне Фавиньяна) и Форбантией (ныне Леванцо) и двинулся навстречу приближавшимся под парусами при свежем бризе карфагенянам, преграждая им путь. Катул перед сражением был ранен в стычке, поэтому он сам не принимал участия в битве,  а поручил командование в бою своему заместителю пропретору Валерию Фальтону ( это обстоятельство после одержанной победы привело к спору между ними о праве на триумф ).
Ганнону удалось выстроить в боевой порядок свой флот раньше, чем он подошёл к римлянам, тем не менее он распорядился убрать паруса и со своими неопытными гребцами — рабами и солдатами — принял бой на вёслах. Карфагеняне, убрав паруса и подбадривая друг друга криками, стали готовиться к битве, разворачиваясь в боевую линию. Как только сражение началось, преимущество римлян стало очевидным. 
Луций Анней Флор писал:
«Римский флот, удобный, лёгкий, надёжный… вступил как будто в конное сражение. На любые удары подвижные ростры отзывались словно живые. В самое короткое время разбитые вражеские суда покрыли своими обломками всё море».
Диодор Сицилийский отмечает отвагу сражавшихся:
«Такие высоты храбрости были достигнуты, что даже военачальники обеих сторон отличились личным мужеством и хладнокровным руководством среди опасностей. Имели место самые удивительные происшествия, что пришлись на долю храбрецов. Ибо, когда их корабли были потоплены, некоторые, кто превосходил отвагою своих противников, попали в плен, но не потому, что они страдали отсутствием доблести, но потому, что они были подавлены неодолимой силой неизбежности. Ибо какая польза человеку от храбрости, когда его корабль идёт ко дну, и человек, лишённый опоры под ногами, доставляется морем в руки врага?»
Во фронтальном бою карфагеняне потерпели поражение почти во всех пунктах. От полного уничтожения карфагенский флот спасло то, что ветер в разгар схватки резко переменился. Воспользовавшись этим, уцелевшие карфагенские корабли подняли паруса и в беспорядке отошли к острову Гиера.

## Результаты сражения
В битве при Эгатских островах 50 карфагенских кораблей были потоплены, 70 захвачены вместе с экипажами, остальные 130 спаслись благодаря тому, что перед самым столкновением поставили паруса и ушли в сторону. И так как ветер дул к северу, они направились назад в Гиеру. Римляне на своих кораблях, не имевших парусов, оставленных на берегу, не могли их догнать, да и не стремились к этому. Филин Акрагантский оценивает количество пленных карфагенян в 6 тысяч человек, другие авторы, по словам Диодора — в 4040 человек. Римляне тоже понесли немалые потери - 80 кораблей, из них 30 потопленными, ещё 50 были частично разрушены, но ни один римский корабль в этой битве не был захвачен врагом.

## Последствия
После этой битвы Первая Пуническая война закончилась — карфагенские сенаторы, узнав о полном поражении своего флота, пришли к выводу, что Карфаген более не в состоянии продолжать войну, поскольку его государственная казна была полностью истощена расходами на войну, которая длилась уже 23 года. Ввиду этого карфагенское правительство передало находившемуся в Сицилии Гамилькару Барке все полномочия по заключению мирного соглашения с Римом.
По условиям этого мирного договора Карфаген был вынужден:
- отказаться от Сицилии;
- выплатить в течение 10 лет 3200 талантов контрибуции (изначально речь шла о выплате 2200 талантов в течение 20 лет);
- вернуть без выкупа всех захваченных в плен римлян;
- внести выкуп по 18 денариев за каждого человека за право эвакуировать свою сицилийскую армию (как достигнутый компромисс первоначальному условию сдачи оружия).
- по дополнительному требованию римлян в их владение также перешли все острова между Италией и Сицилией.

Требование выдать перебежчиков и сдать оружие сицилийской армии было отвергнуто. 
Что касается пленных пунийских воинов, карфагеняне просили разрешения выкупить их, но встретили исключительную любезность недавнего противника: римские власти возвратили даром тех пленных, которые содержались в римских государственных тюрьмах. Находившиеся же в частных руках в качестве рабов пленные карфагеняне могли быть выкуплены, причем активное участие в этом приняла римская казна.
Корсика и Сардиния остались во владении Карфагена до 237 года до н.э., когда Рим, воспользовавшись тяжелейшим положением поверженного врага из-за восстания наёмников, вопреки условиям мирного договора захватил эти острова, а также заставил Карфаген выплатить унизительную дополнительную контрибуцию в размере 1200 талантов в возмещение римских военных расходов, когда карфагеняне попытались подавить мятежи на этих островах, которыми они до этого владели более трёхсот лет.